# Jerzy Gosiewski

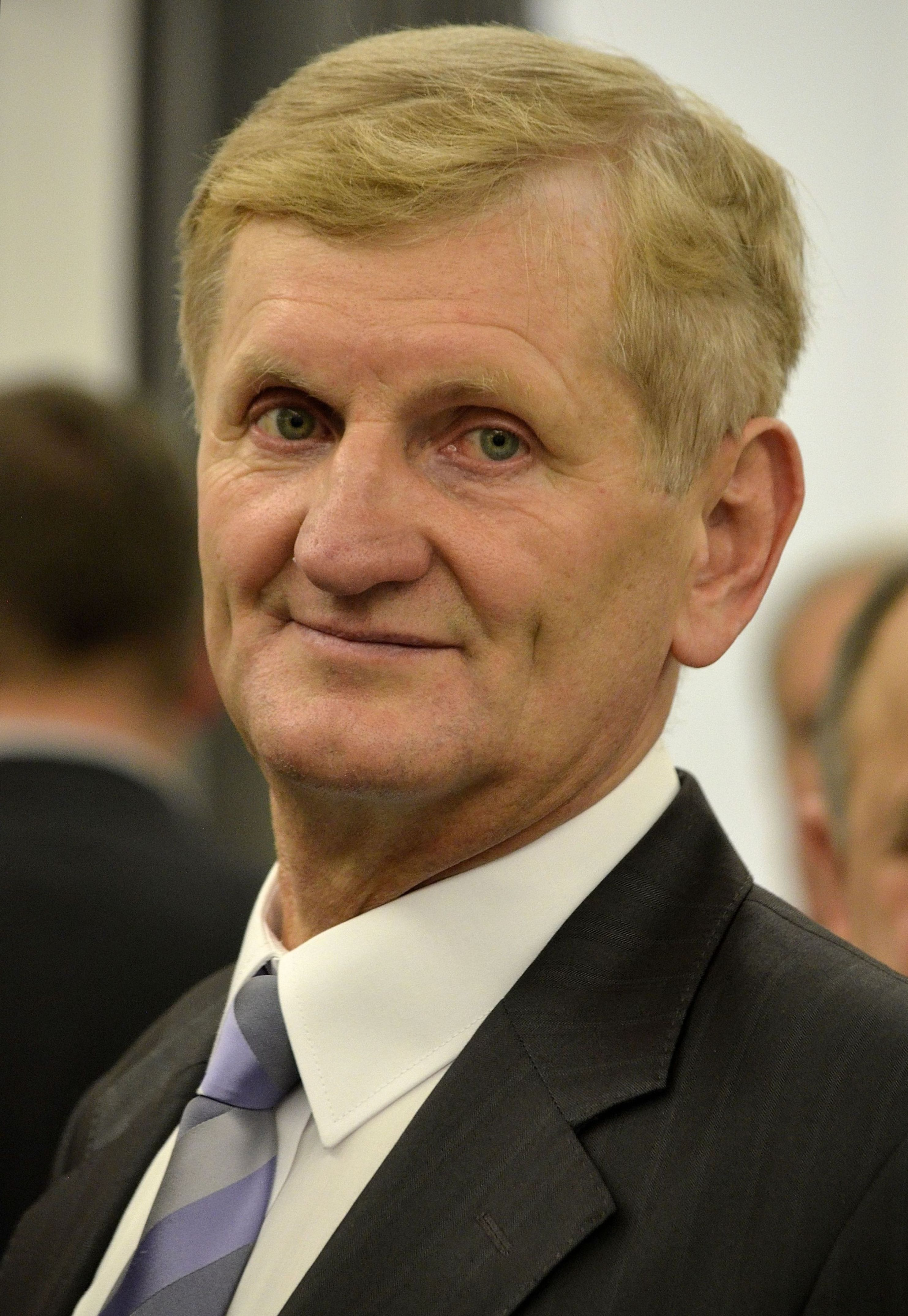
Jerzy Gosiewski

Jerzy Antoni Gosiewski (* 20. November 1952 in Maków Mazowiecki) ist ein polnischer Politiker (PiS) und von 2005 bis 2011 sowie von 2015 bis 2019 Abgeordneter des Sejm in der V., VI. und VIII. Wahlperiode.

## Leben und Beruf
Gosiewski beendete 1975 das Studium der Forstwissenschaften an der Landwirtschaftlichen Universität Warschau. 30 Jahre lang arbeitete er für die Polnische Staatsforstverwaltung, unter anderem als Vertreter des Oberförsters von Mrągowo.
Gosiewski ist verheiratet und Vater von vier Kindern.

## Politik
Seit 1980 gehörte Gosiewski der unabhängigen Gewerkschaft Solidarność an. Bis zum Verbot 1981 war er stellvertretender Vorsitzender der Gewerkschaft bei der Regionaldirektion der Staatsforsten in Olsztyn.
In den Jahren 1990 bis 1994 war Gosiewski Stadtrat von Mrągowo und Vorsitzender des Ausschusses für Ausschreibungen sowie Erziehung, Wissenschaft, Sport, Tourismus, Umweltschutz und soziale Unterstützung. 1996 trat er der Ruch Odbudowy Polski bei, wechselte aber 2001 zur Prawo i Sprawiedliwość (PiS), für die er im selben Jahr vergeblich . Von 2002 bis 2005 saß er im Woiwodschaftssejmik der Woiwodschaft Ermland-Masuren, in dem er die Kommission für Kommunale Selbstverwaltung und öffentliche Sicherheit leitete.
Bei den Parlamentswahlen 2005 wurde er für den Wahlkreis 35 Olsztyn mit 3.782 Stimmen über die Liste der PiS in den Sejm gewählt. Bei den Parlamentswahlen 2007 wurde er mit 9.244 Stimmen für die PiS als Abgeordneter bestätigt. Er war Mitglied der Sejm Kommissionen für Öffentliche Finanzen sowie für Umweltschutz. Bei der Europawahl 2009 verpasste er den Sprung in das Brüsseler Parlament. Bei der Parlamentswahl 2011 verzichtete er auf eine erneute Kandidatur und schied aus dem Sejm aus. Er kehrte jedoch nach der Wahl 2015 wieder in den Sejm zurück. Auch 2019 kandidierte er erneut, verpasste aber die Wiederwahl und schied aus dem Parlament aus. Bei den Selbstverwaltungswahlen 2024 wurde er in den Rat des Powiat Mrągowski gewählt.